# Жёлтая лептура
Жёлтая лептура (лат. Pseudovadonia livida) — жук из семейства усачей и подсемейства Усачики. Единственный вид рода Pseudovadonia Lobanov, Danilevsky & Murzin, 1981.

## Описание
Жук длиной от 5 до 9 мм. Время лёта с мая по сентябрь.

## Распространение
Распространён в Европе, России, на Кавказе, Закавказье, в Турции и Иране.

## Экология и местообитания
Генерация длится два года. Личинка развивается в частях гумуса почвы поражённых грибом — опёнок луговой (Marasmius oreades).

## Подвиды
- Pseudovadonia livida desbrochersi (Pic, 1891) — Турция
- Pseudovadonia livida livida (Fabricius, 1776) —
- Pseudovadonia livida pecta (J. Daniel & K. Daniel, 1891) — Италия